# 家見舞
家見舞（いえみまい）は古典落語の演目。別題にこいがめ（肥瓶）、祝いの瓶、新宅祝い。類話に上方落語の雪隠壺がある。本来の題は「こいがめ（肥瓶）」であるが、汚らしいという理由で別題が用いられることが多い。

## あらすじ
2人組の男たちが、兄貴分が新築したと聞き、水瓶を祝いの品として贈ろうということになった。しかし、2人ともたったの5銭しか持ち合わせがなく、古道具屋で安いものを見繕うことにした。しかし、さすがに5銭では古道具の水瓶もなく、2人が困っていると手頃な瓶を見つける。それは肥瓶であり、店主はそれならタダでもいいという。ケチな2人はこれを水瓶として贈ることに決めるが、当然臭いが酷く、水を張って誤魔化す。
兄貴分の家に到着し、例の肥瓶を、既に水を入れた水瓶として贈るが、兄貴分は気づかず喜び、1杯飲んでってくれという。2人は喜んで受けるが運ぶ途中で臭いが手についてしまい、一度風呂屋に行ってから兄貴分の家に戻ってくる。そして、酒とよく冷えた豆腐（冷奴）を出され、これは美味いと食べ始めるが、豆腐は例の水瓶で冷やされたことを知って2人は驚き、もう豆腐はいらないから帰りたいと言い出す。2人の様子がおかしいことから、兄貴分が水瓶の中を覗くと壁面から膜状の汚物が剥がれて濁りができている。それでも兄貴分は肥瓶とは気づかず、2人が単に汚れていたことを気にしていたと思い、こういうときはフナ（鮒）を入れておけばゴミを食べて綺麗にしてくれるんだと説く。すると、男たちは答える。
「フナを入れるに及ばねえ、今までコイ（鯉/肥）が入ってた」